# Thượng Hà, Bảo Yên
Thượng Hà là một xã thuộc huyện Bảo Yên, tỉnh Lào Cai, Việt Nam.
Xã Thượng Hà có diện tích 66,01 km², dân số năm 1999 là 4.737 người, mật độ dân số đạt 72 người/km².